# 十脚目
十脚目（じっきゃくもく）、あるいはエビ目は、甲殻類の分類群の一つである。エビ・カニ・ヤドカリを含み、世間で「甲殻類」として第一に認識されるものは、ほとんどこれに含まれる。甲殻類全体としては大型になるものが多く含まれ、人の目に触れる機会も多い。食用として利用される甲殻類は十脚類を除けばシャコ類などごく僅かになる。

## 形態
頭部、胸部、腹部からなり、それぞれ6つ、8つ、6つの体節からなる（種によっては退化している体節もある）。なおカニ類には腹部がないように見えるが、これは腹部が胸部の側に折りたたまれているからである（いわゆるカニの「ふんどし」の部分）。
頭部の6つの体節のうち最初のものは先節と呼ばれ、上唇を持つ（以下では「0番目の体節」として扱っている）。詳細は「節足動物#系統関係と体節の相同性」を参照。1番目から5番目の体節には順に第１触角、第２触角、大顎、第１小顎、第２小顎がある。胸部、腹部の体節にある計14の体節には脚がある。「十脚類」という名称はこれらの14対の脚のうちエビ類が歩行に用いる5対の脚（カニ類における1対の鋏脚と4対の歩脚）から名付けられたものである。
|      |    | ウシエビ         | ウシエビ       | モクズガニ | モクズガニ         | 参考：シャコ（口脚目） | 参考：シャコ（口脚目） |
| ---- | -- | ---------------- | -------------- | ---------- | ------------------ | ---------------------- | ---------------------- |
| 頭部 | 1  | 第1触角          | 感覚           | 第1触角    | 感覚               | 第1触角                | 感覚                   |
| 頭部 | 2  | 第2触角          | 感覚           | 第2触角    | 感覚               | 第2触角                | 感覚                   |
| 頭部 | 3  | 大顎             | 食物の粉砕     | 大顎       | 食物の粉砕         | 大顎                   | 食物の粉砕             |
| 頭部 | 4  | 第1小顎          | 食物を口へ運ぶ | 第1小顎    | 食物を口へ運ぶ     | 第1小顎                | 食物を口へ運ぶ         |
| 頭部 | 5  | 第2小顎          | 食物を口へ運ぶ | 第2小顎    | 食物を口へ運ぶ     | 第2小顎                | 食物を口へ運ぶ         |
| 胸部 | 6  | 第1顎脚          | 食物を口へ運ぶ | 第1顎脚    | 食物を口へ運ぶ     | 第1顎脚                | 体の掃除・生殖（オス） |
| 胸部 | 7  | 第2顎脚          | 食物を口へ運ぶ | 第2顎脚    | 食物を口へ運ぶ     | 第2顎脚（＝捕脚）      | 採餌・防衛・攻撃       |
| 胸部 | 8  | 第3顎脚          | 食物を口へ運ぶ | 第3顎脚    | 食物を口へ運ぶ     | 第3顎脚                | 採餌                   |
| 胸部 | 9  | 第1歩脚（鋏脚）  | 採餌・歩行     | 鋏脚       | 採餌・防衛・攻撃   | 第4顎脚                | 採餌                   |
| 胸部 | 10 | 第2歩脚（鋏脚）  | 採餌・歩行     | 第1歩脚    | 歩行               | 第5顎脚                | 採餌                   |
| 胸部 | 11 | 第3歩脚（鋏脚）  | 採餌・歩行     | 第2歩脚    | 歩行               | 第1歩脚                | 歩行                   |
| 胸部 | 12 | 第4歩脚          | 歩行           | 第3歩脚    | 歩行               | 第2歩脚                | 歩行                   |
| 胸部 | 13 | 第5歩脚          | 歩行           | 第4歩脚    | 歩行               | 第3歩脚                | 歩行                   |
| 腹部 | 14 | 第1腹肢          | 遊泳           | 第1腹肢    | 生殖               | 第1腹肢                | 遊泳                   |
| 腹部 | 15 | 第2腹肢          | 遊泳           | 第2腹肢    | 生殖               | 第2腹肢                | 遊泳                   |
| 腹部 | 16 | 第3腹肢          | 遊泳           | 第3腹肢    | 生殖（雄では退化） | 第3腹肢                | 遊泳                   |
| 腹部 | 17 | 第4腹肢          | 遊泳           | 第4腹肢    | 生殖（雄では退化） | 第4腹肢                | 遊泳                   |
| 腹部 | 18 | 第5腹肢          | 遊泳           | 退化       | －                 | 第5腹肢                | 遊泳                   |
| 腹部 | 19 | 尾肢（=第6腹肢） | 遊泳           | 退化       | －                 | 尾肢（=第6腹肢）       | 遊泳                   |

### 外部形態
外骨格は石灰化が進んでいて硬いのが普通。背甲はよく発達して胸部全体を覆い、外見的には完全な頭胸部を形成する。背甲は胸部と背中側で癒合、側面は胸部の側面と離れてそれを囲い、その内側に鰓が収まる。そのためこの腔所を鰓室（鰓腔とも）、それを覆う背甲を鰓蓋という。
頭部にはよく発達した眼柄を持った複眼がある。また、触角は二対、第一触角は2又形、第二触角は外肢が鱗状、棘状などで枝がないように見えるものも多い。口器としては一対の大顎、それに続いて二対の小顎があるほか、胸部の最初の三節の付属肢が顎脚となって参加する。第二小顎の外肢は広がって顎船葉となり、これで鰓室に水を送る。
胸部のあとの体節の付属肢は外肢の退化傾向が強く、内肢のみの歩脚状に発達する。一部の歩脚は鋏脚になる傾向があり、特に第一脚（第四胸肢）は強大な鋏になる例がよく見られる。
腹部は群によってその外見が大きく異なる。基本的には六節と尾節からなる。各体節には一対の腹肢があり、尾肢と尾節はまとまって尾扇を形成する。いわゆるエビ類では腹部は細長くて筋肉がよく発達し、付属肢が遊泳に使われるほか、腹部を大きく撥ねるように動かすことで急速な移動ができる。ヤドカリ類では節や付属肢の退化が見られる。カニ類では腹部の退化はさらに顕著で、頭胸部よりはるかに短く小さくなってその下面に折り畳まれる。

## 生態
非常に多彩。基本的には肉食だが、雑食やデトリタス食などのものも多い。寄生性のものも知られ、二枚貝の中から見つかるカクレガニは有名である。また、他の動物と共生関係を結ぶ例も多く知られ、たとえばカクレエビ類はイソギンチャクから棘皮動物にわたる様々な動物をそれぞれ固有の住みかとする。あるいは海底でハゼ類の巣穴にテッポウエビが共生することもよく知られるようになっている。
干潟や湿地などではカニ類、ザリガニ類などがさまざまな鳥類や哺乳類の餌として重視される。他方で、スナガニ類が孵化直後のウミガメの重要な捕食者であったりと、脊椎動物が彼らの捕食対象となる例もある。
上記のように受精卵を雌が保持する例が多いが、一部は孵化後も雌がしばらく保護する例が知られる。ただしそれ以降も家族集団を作る、と言った例は少ない。しかしテッポウエビ類では真社会性のものが発見されており、昆虫以外での数少ない例として注目される。干潟などではカニ類が極めて密集した集団を形成する。これは群れというより、生息環境で規定された結果的な集団と見た方がよい。ミナミコメツキガニのように決まった巣穴をもたず集団で移動する例も知られる。また、このような密集した集団の中で雌雄の交渉や雌を巡っての雄同士の争いが見られる例も多く、動物行動学的な研究の対象となっている。このような習性面での知見は、昆虫に比べてこれまで多く知られてこなかったのは、やはり大部分が海中で起きていることであり、ヒトの眼に触れることが少なかったためと思われる。
淡水や陸に生活するものの多くは、幼生期を海中で過ごす必要がある。その際は産卵のために親が海へ下る、あるいは幼生が川の流れに乗って流下し、大きくなると川を遡上するという通し回遊をすることになる。陸生のものではある時期に一斉に海を目指して移動し、海岸で放卵する例があり、人目を引くことがある。多くはないが全生活史を淡水域、あるいは陸上で過ごすものもある。

### 生殖と発生
基本的には雌雄異体で、体内受精をする。受精卵は根鰓亜目においてはそのまま放出されるが、抱卵亜目ではゾエア幼生になる頃まで雌が腹肢に保持する。根鰓亜目ではノープリウスで孵化するが、抱卵亜目はゾエア、あるいはより進んだ段階の幼生が誕生する。特に淡水生や寒海生のものでは幼生を経ず直接発生する例もある。
ゾエアは頭胸部と腹部がはっきりと分化し、胸部の付属肢が遊泳用に発達する時期であり、メガロパは腹部の付属肢が遊泳に使われる時期をいう。ただしメガロパは主にカニ類の幼生の名として使われる。またゾエア以降は群によって形態が違う点が多く、まとめてデカポディットという呼称が使われることもある。なおイセエビ類ではフィロソマ(Phyllosoma)という独特の幼生期がある。

### 生息環境
基本的には海産で、潮間帯から深海底にまで生息する。大型種が多いので底性のものが多いが、遊泳性のもの、プランクトンとなるものもある。深海の熱水鉱床生物群で優占的な地位を占める例もある。
一方、淡水性の種も少なくはない。その一部はほぼ完全に陸生になっている。しかし、その多くは幼生期を海で過ごす必要があり、完全に陸域で生活を全うするものはサワガニやザリガニ類など少ない。なお、外骨格が石灰質であるから頑丈であり、陸生種の多くは昆虫に比べてはるかに大きな体格を持つ。運動性も高く力も強いので、ヤシガニに代表されるように、はさみではさまれると痛いという種類が多い。

## 感受性と保護
十脚類は知覚力があると見なされている。例えばカニは茹でられると耐え難いほどの苦痛で死ぬ可能性が高いことから、科学者らは、カニを生きたまま茹でることを直ちに禁止するよう求めている。スイスでは 2018 年に動物保護規定が見直され、甲殻類を生きたまま熱湯で茹でる調理法が禁止された。
オーストラリアのACT、ニュー・サウス・ウェールズ、ビクトリア、ノーザン・テリトリー各州、スイス、ノルウェーは十脚動物を動物福祉法の対象としている。オーストラリアでは 2017 年、ロブスターを生きたまま解体していたレストランが有罪判決を受けた。イタリアでは生きた十脚動物を冷蔵室に入れたり、爪を縛って製氷皿の上にのせたなどの罪で複数名が有罪判決を受けた。
2021年11月には、イギリス政府の審査委員会が「タコやカニや大型エビにも苦痛の感覚がある」として、同国で審議されている動物福祉法案の保護対象に感覚をもつ動物として追加した。専門家チームはこれらの生物の感覚について調べるため、３００件の科学研究を調査して報告書をまとめ、調査の結果、タコやイカのような頭足動物と、カニや大型エビ、ザリガニのような十脚甲殻類は、感覚をもつ存在として扱う必要があると結論付けた。ザック・ゴールドスミス動物福祉相は「十脚甲殻類や頭足動物が苦痛を感じることが、科学的にはっきりした。従って、この法案の対象とすることこそが適切だ」との声明を発表、2022年4月7日、本法案は議会の最終段階を通過して法律になり、アカザエビ、カニ、エビ、タコ、イカなどの動物も保護対象となることが決定した。この決定を受け、イギリスでは十脚目の動物福祉を評価する業界ベンチマークが立ち上げられた。
2023年、英国最大の水産企業であるヤングス・シーフードは、ビジネスにおいて、世界初の甲殻類福祉方針のひとつを採用した。英国の大手小売業者であるウェイトローズとマークス・アンド・スペンサー、テスコ、セインズベリー、またヒルトンフーズも甲殻類の福祉基準を採用している。テスコ、セインズベリーはエビの眼柄切除を中止し、生きたカニやロブスターの販売を中止する方針を採用している。

## 利害
多くの種が食用として重視される。エビ・カニは共に美味であることで知られ、高級食材と見なされるものが多くある。そのために漁業の対象とされ、また養殖も盛んに行われる。同時に近年は乱獲によって資源の枯渇が問題視されているものが少なくない。密猟の対象となることも多々ある。高級食材であるため、この問題は大きなトラブルとなる。蟹工船の例もある。養殖関連では東南アジアでのエビ養殖が環境問題として取り上げられる。一般的にヤドカリは食用と見られていないが、重要な食用種であるタラバガニやハナサキガニはカニに見えて実はヤドカリの仲間である。
食用にされないものにも、釣り餌などとして利用される例も多い。また浅海や陸域の種は子供のおもちゃとして親しまれ、ペットとしても人気がある。最大の現生節足動物でもあるタカアシガニは水族館でも人気が高い。アクアリウムでは、ヌマエビ科などの小型淡水エビは一つのジャンルをなしつつある。
他方、スベスベマンジュウガニなど、毒性があって食べると中毒するものも知られる。寄生虫の中間宿主となるものもあり、日本ではモクズガニなどが肺臓ジストマの感染源となる。その他、大型のカニ類やヤシガニなどでは強力なハサミで危害を加えられることがある。とは言えこれはこちらが手出しした場合に限られ、向こうから襲ってくるような例はない。

## 分類
十脚類がよくまとまった単系統の群であることは多くの研究者の統一した見解である。ただしアンフィオニデスをこれに含めるべきかどうかについては議論がある。
目内の分類については、古くはピエール・アンドレ・ラトレイユ (1806) による「長尾類 Macrura」「短尾類 Brachyura」の大別に始まり、アンリ・ミルン＝エトワール (1837) が「異尾類 Anomura」を追加した。この長尾亜目・短尾亜目・異尾亜目は順にエビ・カニ・ヤドカリ類に相当する。
これに対しBoas (1880) は、遊泳類 Natantia（エビ）と、歩行類または爬行類 Reptantia（ザリガニ・カニ・ヤドカリ）に分ける説を提唱した。
しかし、カニ、ヤドカリがそれぞれ特殊な方向への形態の変化を含む、まとまった群であるのに対して、いわゆるエビはその形態が祖先的であると同時に多様性が高く、異質なものを多く含んでいることから、体系の大きな見直しが行われ、Burkenroad (1963) により、現在の2亜目に分けられた。この体系では、カニとヤドカリは、どちらもエビ亜目の下でそれぞれに下目の地位を与えられている。
詳細は De Grave et al. (2009) による。
- 十脚目 Decapoda - 現生14335種、化石2979種
  - クルマエビ亜目（根鰓亜目）Dendrobranchiata - 現生540種、化石98種
  - エビ亜目（抱卵亜目）Pleocyemata - 現生13795種、化石2862種
    - オトヒメエビ下目 Stenopodidea Bate, 1888 - 現生種69、化石2種
    - コエビ下目 Caridea Dana, 1852 - 現生3268種、化石57種
    - ザリガニ下目 Astacidea Latreille, 1802 - 現生653種、化石124種
    - ムカシイセエビ下目 Glypheidea Winckler, 1882 - 現生2種、化石256種
    - アナエビ下目 Axiidea de Saint Laurent, 1979 - 現生423種、化石260種
    - アナジャコ下目 Gebiidea de Saint Laurent, 1979 - 現生192種、化石25種
    - イセエビ下目 Achelata Scholtz & Richter, 1995 - 現生140種、化石72種
    - センジュエビ下目 Polychelida Scholtz & Richter, 1995 - 現生38種、化石55種
    - ヤドカリ下目（異尾下目）Anomura MacLeay, 1838 - 現生2451種、化石19種
    - カニ下目（短尾下目）Brachyura Latreille, 1802 - 現生6559種、化石1781種

  - 亜門未定 - 現生0種、化石19種

ムカシイセエビ下目・アナエビ下目・アナジャコ下目は、これらの中でも新しい下目である。ムカシイセエビ下目はイセエビ下目から分離された。アナエビ下目とアナジャコ下目は、以前はアナジャコ下目 Thalassinidea にまとめられていたが、この古いアナジャコ下目 Thalassinidea は多系統であり、Robles et al. (2009) により分割された。
なお、Boas が提唱した歩行類 Reptantia は、現在では、エビ亜目のうちオトヒメエビ下目とコエビ下目を除いたクレードの名になっている。

## 系統
Tsang et al. (2008); Shen et al. (2013)による（ただしムカシイセエビ下目を除く）。
|  | ザリガニ下目 Astacidea        |
|  |                               |
|  | ムカシイセエビ下目 Glypheidea |
|  |                               |

|        | アナジャコ下目 Gebiidea                                                     |
|        |                                                                             |
| Meiura | \| \| ヤドカリ下目 Anomura \| \| \| \| \| \| カニ下目 Brachyura \| \| \| \| |
|        | \| \| ヤドカリ下目 Anomura \| \| \| \| \| \| カニ下目 Brachyura \| \| \| \| |
|        | ヤドカリ下目 Anomura                                                        |
|        |                                                                             |
|        | カニ下目 Brachyura                                                          |
|        |                                                                             |

|  | ヤドカリ下目 Anomura |
|  |                      |
|  | カニ下目 Brachyura   |
|  |                      |

|  | ザリガニ下目 Astacidea        |
|  |                               |
|  | ムカシイセエビ下目 Glypheidea |
|  |                               |

|        | アナジャコ下目 Gebiidea                                                     |
|        |                                                                             |
| Meiura | \| \| ヤドカリ下目 Anomura \| \| \| \| \| \| カニ下目 Brachyura \| \| \| \| |
|        | \| \| ヤドカリ下目 Anomura \| \| \| \| \| \| カニ下目 Brachyura \| \| \| \| |
|        | ヤドカリ下目 Anomura                                                        |
|        |                                                                             |
|        | カニ下目 Brachyura                                                          |
|        |                                                                             |

|  | ヤドカリ下目 Anomura |
|  |                      |
|  | カニ下目 Brachyura   |
|  |                      |

|  | ザリガニ下目 Astacidea        |
|  |                               |
|  | ムカシイセエビ下目 Glypheidea |
|  |                               |

|        | アナジャコ下目 Gebiidea                                                     |
|        |                                                                             |
| Meiura | \| \| ヤドカリ下目 Anomura \| \| \| \| \| \| カニ下目 Brachyura \| \| \| \| |
|        | \| \| ヤドカリ下目 Anomura \| \| \| \| \| \| カニ下目 Brachyura \| \| \| \| |
|        | ヤドカリ下目 Anomura                                                        |
|        |                                                                             |
|        | カニ下目 Brachyura                                                          |
|        |                                                                             |

|  | ヤドカリ下目 Anomura |
|  |                      |
|  | カニ下目 Brachyura   |
|  |                      |

|  | ザリガニ下目 Astacidea        |
|  |                               |
|  | ムカシイセエビ下目 Glypheidea |
|  |                               |

|        | アナジャコ下目 Gebiidea                                                     |
|        |                                                                             |
| Meiura | \| \| ヤドカリ下目 Anomura \| \| \| \| \| \| カニ下目 Brachyura \| \| \| \| |
|        | \| \| ヤドカリ下目 Anomura \| \| \| \| \| \| カニ下目 Brachyura \| \| \| \| |
|        | ヤドカリ下目 Anomura                                                        |
|        |                                                                             |
|        | カニ下目 Brachyura                                                          |
|        |                                                                             |

|  | ヤドカリ下目 Anomura |
|  |                      |
|  | カニ下目 Brachyura   |
|  |                      |

|  | ザリガニ下目 Astacidea        |
|  |                               |
|  | ムカシイセエビ下目 Glypheidea |
|  |                               |

|        | アナジャコ下目 Gebiidea                                                     |
|        |                                                                             |
| Meiura | \| \| ヤドカリ下目 Anomura \| \| \| \| \| \| カニ下目 Brachyura \| \| \| \| |
|        | \| \| ヤドカリ下目 Anomura \| \| \| \| \| \| カニ下目 Brachyura \| \| \| \| |
|        | ヤドカリ下目 Anomura                                                        |
|        |                                                                             |
|        | カニ下目 Brachyura                                                          |
|        |                                                                             |

|  | ヤドカリ下目 Anomura |
|  |                      |
|  | カニ下目 Brachyura   |
|  |                      |

|  | ザリガニ下目 Astacidea        |
|  |                               |
|  | ムカシイセエビ下目 Glypheidea |
|  |                               |

|        | アナジャコ下目 Gebiidea                                                     |
|        |                                                                             |
| Meiura | \| \| ヤドカリ下目 Anomura \| \| \| \| \| \| カニ下目 Brachyura \| \| \| \| |
|        | \| \| ヤドカリ下目 Anomura \| \| \| \| \| \| カニ下目 Brachyura \| \| \| \| |
|        | ヤドカリ下目 Anomura                                                        |
|        |                                                                             |
|        | カニ下目 Brachyura                                                          |
|        |                                                                             |

|  | ヤドカリ下目 Anomura |
|  |                      |
|  | カニ下目 Brachyura   |
|  |                      |

|  | ザリガニ下目 Astacidea        |
|  |                               |
|  | ムカシイセエビ下目 Glypheidea |
|  |                               |

|        | アナジャコ下目 Gebiidea                                                     |
|        |                                                                             |
| Meiura | \| \| ヤドカリ下目 Anomura \| \| \| \| \| \| カニ下目 Brachyura \| \| \| \| |
|        | \| \| ヤドカリ下目 Anomura \| \| \| \| \| \| カニ下目 Brachyura \| \| \| \| |
|        | ヤドカリ下目 Anomura                                                        |
|        |                                                                             |
|        | カニ下目 Brachyura                                                          |
|        |                                                                             |

|  | ヤドカリ下目 Anomura |
|  |                      |
|  | カニ下目 Brachyura   |
|  |                      |

|  | ザリガニ下目 Astacidea        |
|  |                               |
|  | ムカシイセエビ下目 Glypheidea |
|  |                               |

|        | アナジャコ下目 Gebiidea                                                     |
|        |                                                                             |
| Meiura | \| \| ヤドカリ下目 Anomura \| \| \| \| \| \| カニ下目 Brachyura \| \| \| \| |
|        | \| \| ヤドカリ下目 Anomura \| \| \| \| \| \| カニ下目 Brachyura \| \| \| \| |
|        | ヤドカリ下目 Anomura                                                        |
|        |                                                                             |
|        | カニ下目 Brachyura                                                          |
|        |                                                                             |

|  | ヤドカリ下目 Anomura |
|  |                      |
|  | カニ下目 Brachyura   |
|  |                      |